# 單鰭八角魚
單鰭八角魚，為輻鰭魚綱鮋形目杜父魚亞目八角魚科的其中一種，為溫帶海水魚，分布於北極圈、格陵蘭、哈德遜灣、巴倫支海、喀拉海、楚克其海、白令海等海域，棲息深度7-520公尺，體長可達8.6公分，棲息在砂泥底質底層水域，以小型無脊椎動物為食，生活習性不明。